# Хорнабуджская епархия
Хорнабуджская епархия (груз. ხორნაბუჯისა ეპარქია) — епархия Грузинской православной церкви на территории Дедоплисцкаройского муниципалитета.

## История
Согласно «Житию» святого Вахтанга Горгасали, составленному Джуаншером Джуаншериани, в Кахети-Эрети в 470 годы были учреждены 5 епархий, а том числе Хорнабуджская, поименованная по крепости Хорнабуджи. Епархия вероятно существовала вплоть до XVIII века, после чего присоединена к Бодбийской епархии. Так, в Канонах церковного собора 1748 года епископ Бодбийский Онуфрий упоминается также как епископ «Хорнабуджский и всей Кизики».
30 апреля 2009 года решением Священного Синода была образована Эретская епархия, выделенная из состава Некресской и Эретской епархии. Епархия занимала территорию Дедоплисцкаройского муниципалитета Грузии и исторической области Саингило на территории Азербайджана. Правящий епископ получил титул Дедоплисскарского и Эретского.
21 декабря 2010 года решением Священного Синода епархия вновь получила историческое наименование Хорнабуджской и Эретской.
4 июня 2014 года решением Священного Синода Грузинской православной церкви Эретские приходы были выделены в новую Кахскую и Курмухскую епархию, в связи с чем епархия стала именоваться просто Хорнабуджской.

## Епископы
- Мелхиседек (Хачидзе) (3 мая 2009 — 12 января 2015)
- Димитрий (Капанадзе) (12 января 2015 — 23 января 2022) †